# Woodlawn Memorial Cemetery

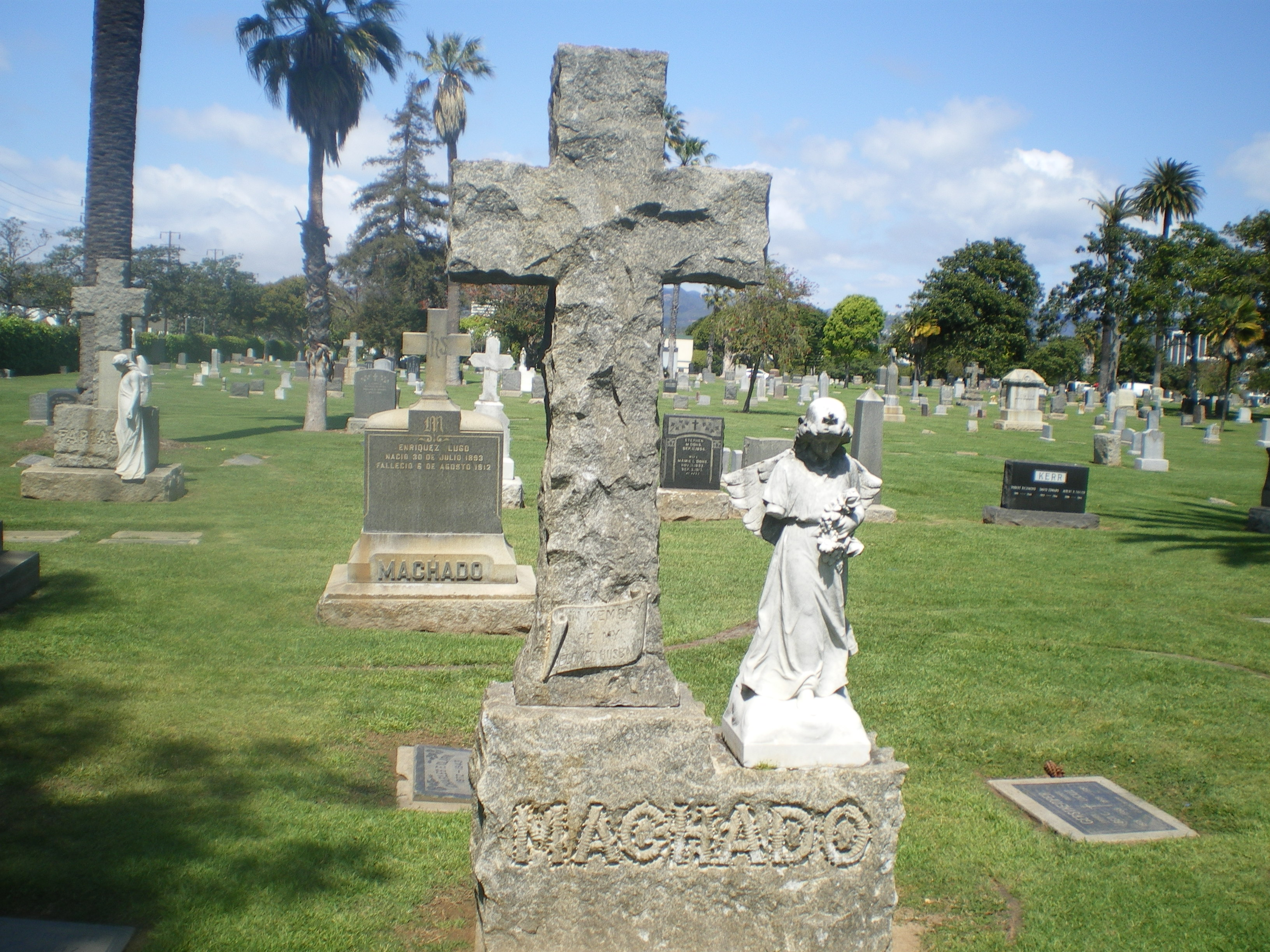
Woodlawn Memorial Cemetery.

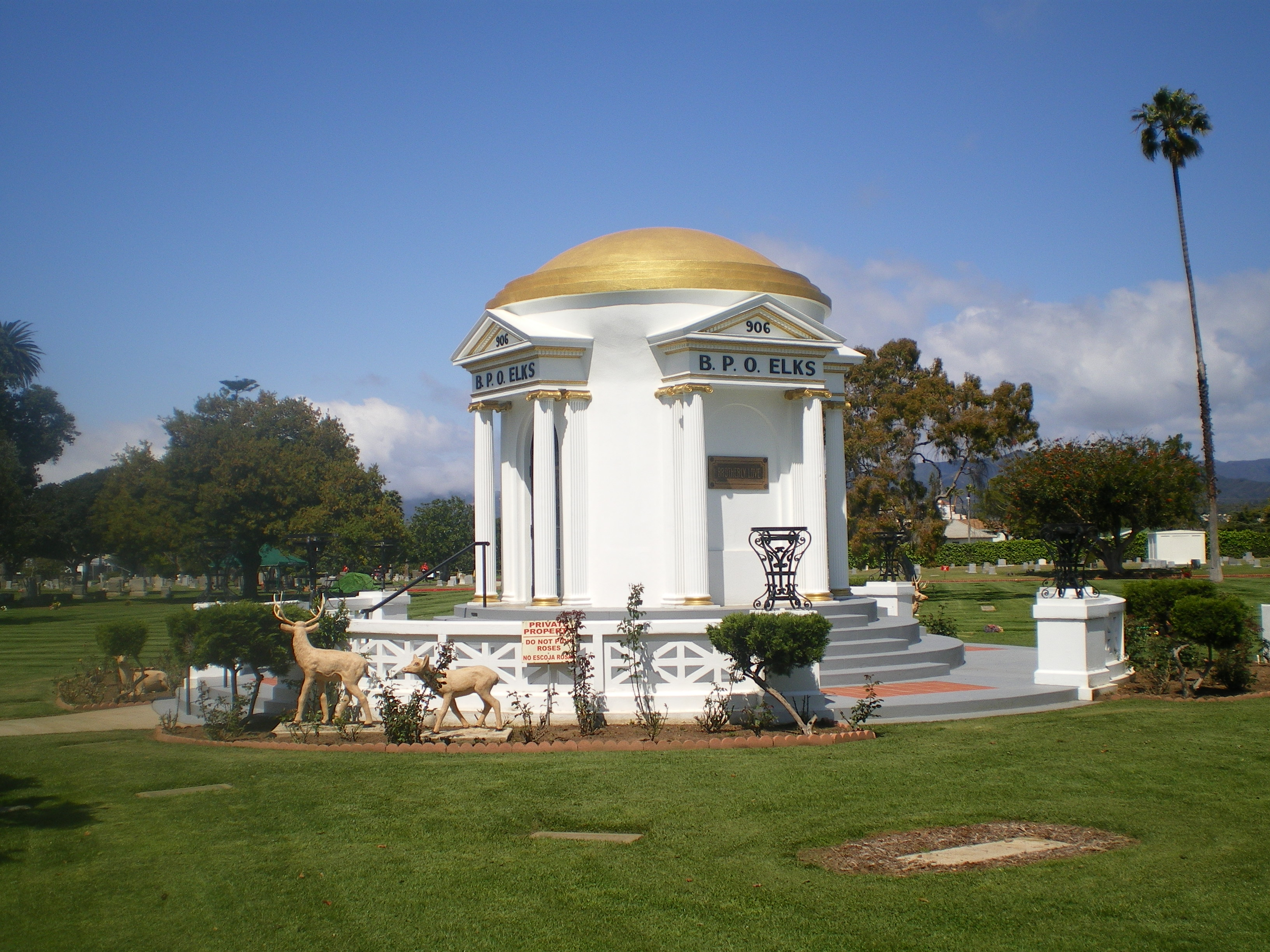
Le pavillon Elks du Woodlawn Cemetery en 2008.

Le Woodlawn Cemetery, Mortuary & Mausoleum est situé au 1 847, 14th Street à Santa Monica, en Californie, aux États-Unis. C'est une propriété de la ville de Santa Monica.

## Sépultures remarquables
- Hugo Ballin (1879-1956), artiste
- Mabel Ballin (1887-1958), actrice
- George Bancroft (1882-1956), acteur
- Jay Belasco (1888-1949), acteur
- Ted Bessell (1935-1996), acteur
- Charles Bickford (1891-1967), acteur
- Barbara Billingsley (1915-2010), actrice
- William Bishop (1918-1959), acteur
- Janet Blair (1921-2007), actrice
- Bonnie Bonnell (1905-1964), actrice
- Edwina Booth (1904-1991), actrice
- Edward Brophy (1895-1960), acteur
- Leo Carrillo (1881-1961), acteur et militant écologiste
- Henry Cuesta (1931-2003), musicien
- Faye Dancer (1925-2002), joueur de baseball professionnel
- Henry Daniell (1894-1963), acteur
- Weston et Winston Doty (1913-1934), acteurs jumeaux, noyés dans une inondation
- Cathy Downs (1924-1976), actrice
- Vernon Duke (1903-1969), auteur-compositeur, (retiré)
- Margaret Ehrlich (1917-1936), actrice
- Lion Feuchtwanger (1884-1958), auteur
- Paul Fix (1901-1983), acteur
- Glenn Ford (1916-2006), acteur
- Leland Ford (1893-1965), membre du Congrès
- William Haines (1900-1973), acteur, décorateur d'intérieur
- Paul Henreid (1908-1992), acteur, réalisateur
- Phil Hill (1927-2008), pilote de voiture de course
- Evelyn Hooker (1907-1996), psychologue
- Olaf Hytten (1888-1955), acteur
- Abbot Kinney (1850-1920), baron de l'immobilier
- Harvey Korman (1927-2008), acteur
- Henry Kuttner (1915-1958), auteur
- Florence Lake (1904-1980), actrice
- Audra Lindley (1918-1997), actrice
- Hughie Mack (1884-1927), acteur
- Doug McClure (1935-1995), acteur
- Bess Myerson (1924-2014), actrice, Miss America, militante politique
- Red Norvo (1908-1999), musicien de jazz
- Lynne Overman (1887-1943), acteur
- Christabel Pankhurst (1880-1958), suffragette britannique
- Jimmy Phipps (1950-1969), soldat américain
- Janos Prohaska (1919-1974), acteur, cascadeur
- Bill Raisch (1905-1984), acteur
- Sally Ride (1951-2012), astronaute et physicienne
- Blanche Robinson (1883-1969), pianiste et compositeur
- Irene Ryan (1902-1973), actrice
- Hayes "Big Ed" Sanders (1930-1954), champion olympique de boxe
- Elzie C. Segar (1894-1938), dessinateur, créateur de "Popeye"
- Jimmie Shields (1905-1974), architecte d'intérieur
- Hal Smith (1916-1994), acteur qui a joué Otis Campbell dans The Andy Griffith Show
- May Sutton (1886-1975), championne de tennis des États-Unis et de Wimbledon
- Sandor Szabo (1906-1966), catcheur
- William Tuttle (1912-2007), maquilleur
- Jesse Unruh (1922-1987), porte-parole de l'Assemblée de l'État de Californie, trésorier de l'État de Californie